# Уайтчепел (станция)
«Уайтчепел» (англ. Whitechapel) — наземная станция Лондонского метрополитена в районе Уайтчепел в боро Тауэр-Хэмлетс в восточном Лондоне. Расположена за одноименным уличным рынком напротив Королевского лондонского госпиталя. На линии «Хаммерсмит-энд-Сити» и «Дистрикт» находится между станциями «Олдгейт-Ист» и «Степни-грин», а также между станциями «Шордич-Хай-стрит» и «Шедуэлл» на линии «Ист-Лондон». На станции останавливаются поезда линий «Хаммерсмит-энд-Сити», «Дистрикт» и «Ист-Лондон» (до 2007 года). С 2010 года, после капитального ремонта и соответствующего преобразования и подготовки для передачи линии «Ист-Лондон» в сеть Лондонского надземного метро, стала пересадочной станцией между двумя сетями железнодорожного транспорта. При этом станция, переданная сети Лондонского надземного метро, оказалась расположена ниже действующей станции Лондонского метрополитена. Предположительно с весны 2022 года на станции начнут останавливаться поезда линии «Элизабет» с момента открытия новой сети «Кроссрейл» (англ. Crossrail). Платформы линии «Элизабет» будут расположены к северу от существующей станции, Доступ пассажиров к ним будет осуществляться по эскалаторам вниз с платформ линий «Хаммерсмит-энд-Сити» и «Дистрикт». 23 августа 2021 года после реконструкции открыт обновленный оригинальный вход к расширенным платформам подземной линии и безступенчатым доступом ко всем платформам. Станция относится ко второй тарифной зоне.

## История
Впервые станция открыта 10 апреля 1876 года в составе East London Railway (ELR, нынешняя линия Ист-Лондон или линия Восточного Лондона).
6 октября 1884 года — официальное открытие платформ железнодорожной сети District Railway (DR, нынешняя линия «Дистрикт» Лондонского метрополитена).
На период 1995—1998 годов было приостановлено движение по линии Ист-Лондон.
С 2007 по 2010 год береговые платформы станции, расположенной ниже были закрыты на время реконструкции бывшей линии лондонского метро Ист-Лондон в связи с преобразованием в надземную линию лондонского транспорта.
В перспективе на станции будут останавливаться поезда линии Crossrail с момента её открытия весной 2022 года.

## Иллюстрации

Станция «Уайтчепел»
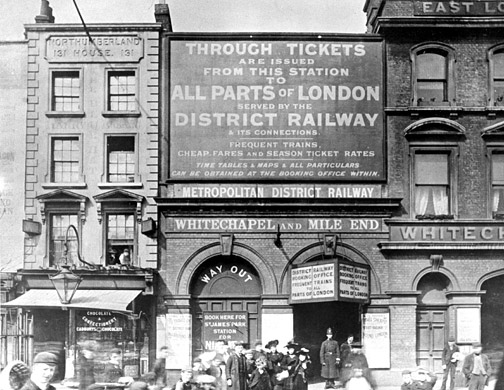
Вестибюль (1896)
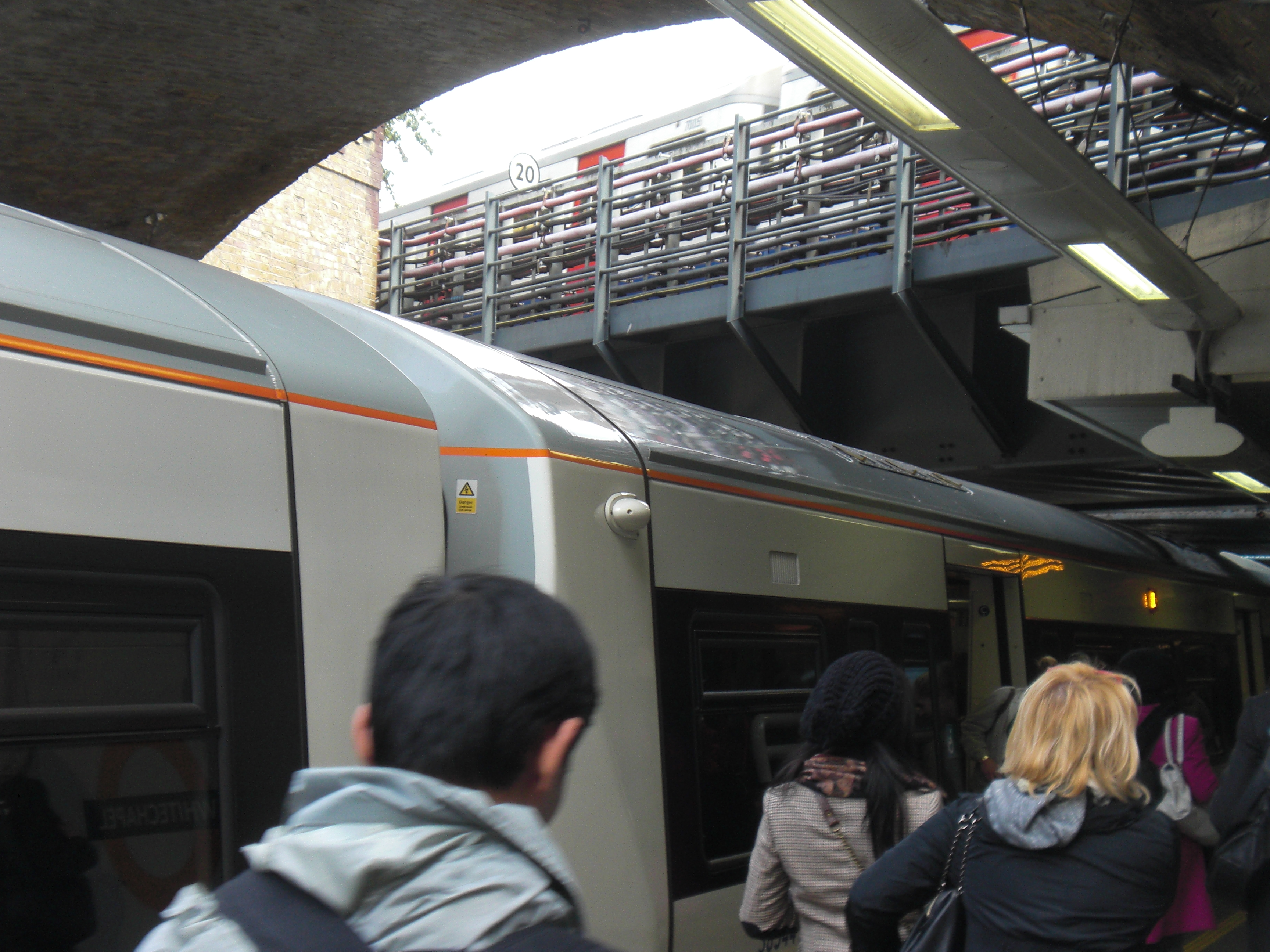
Подземный поезд над поездом надземного метро
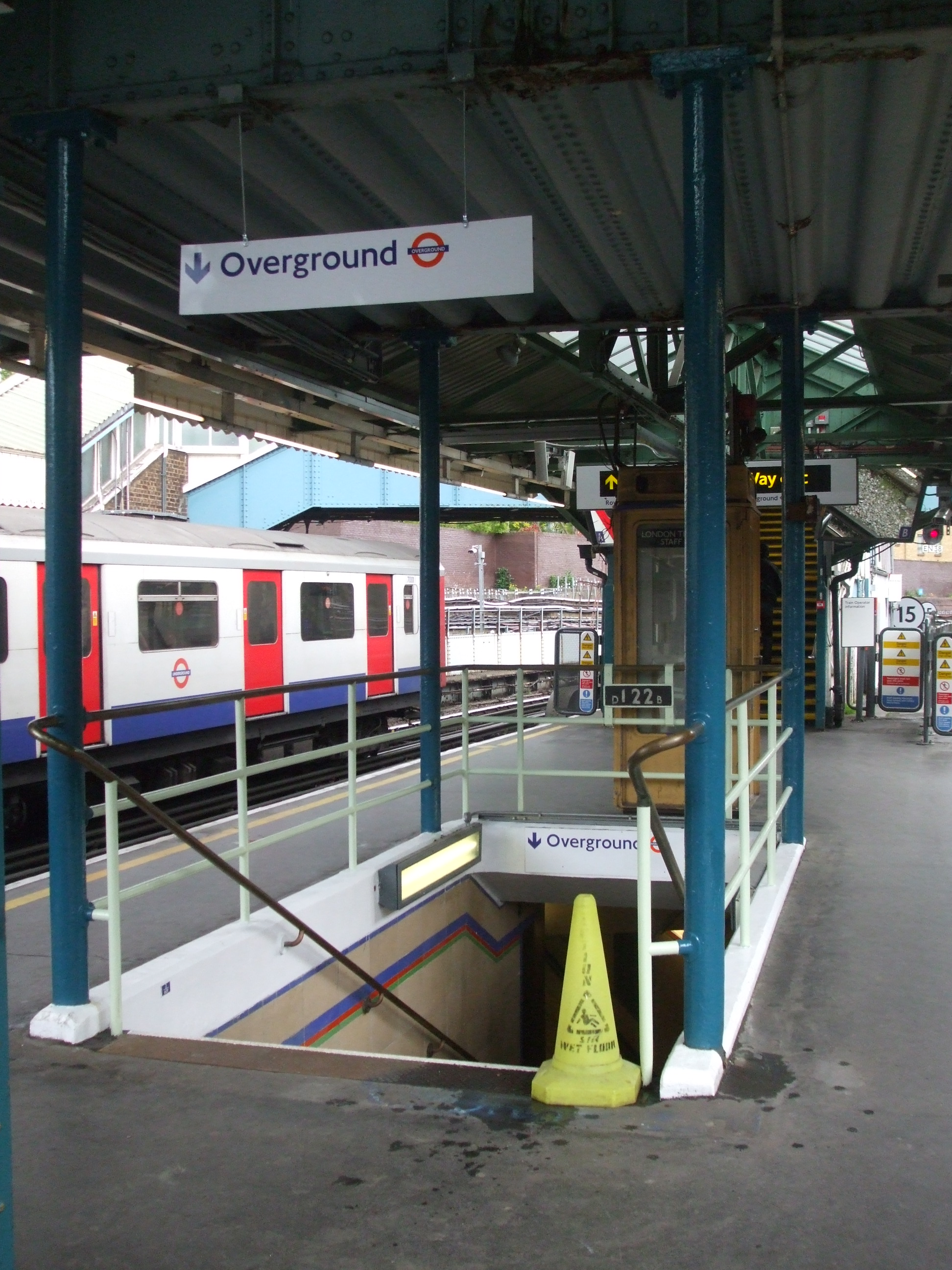
Переход на надземную линию
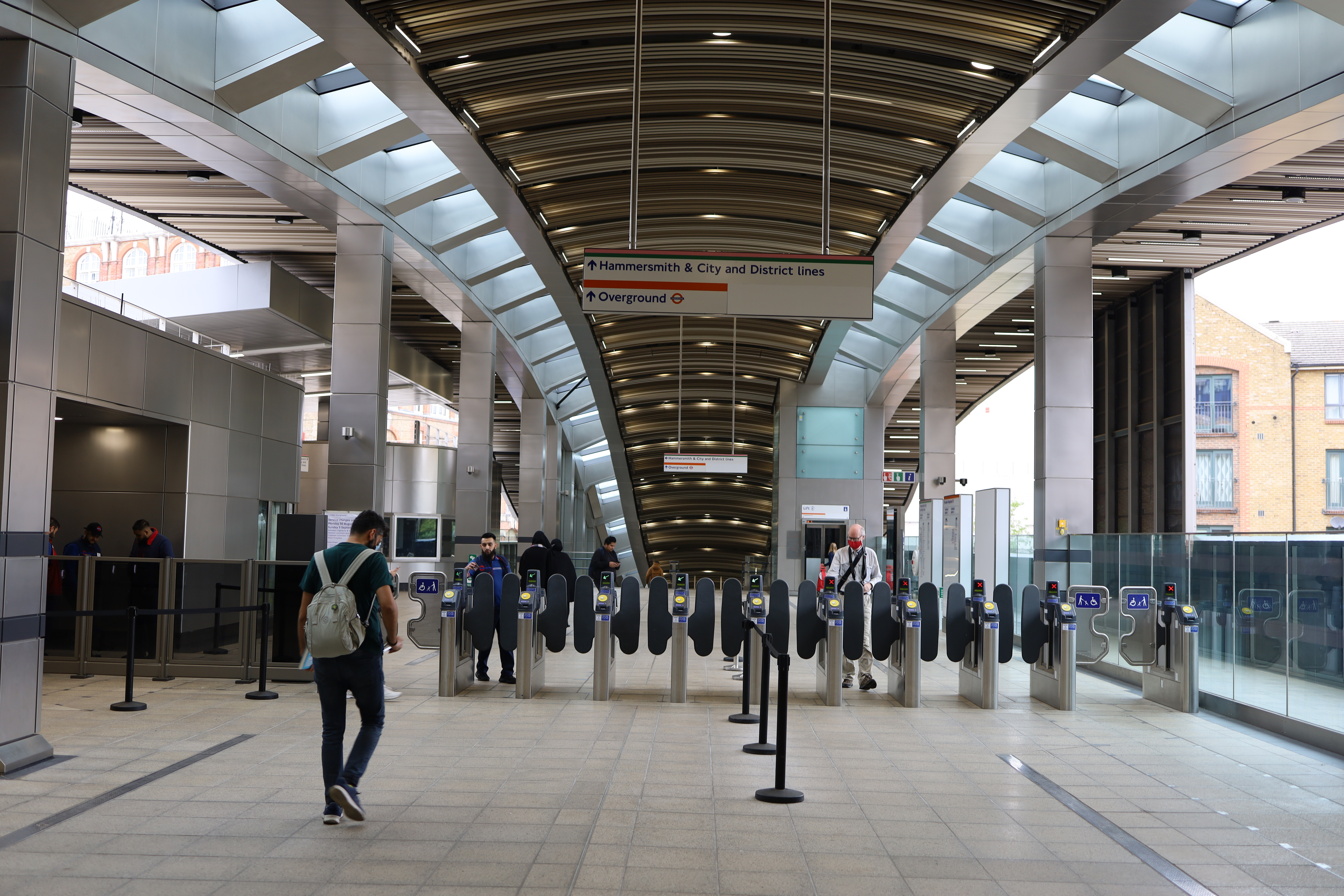
Новый вестибюль (2021)